# Stand by Your Man (Tammy Wynette)
Stand by Your Man è un brano musicale composto dall'artista country statunitense Tammy Wynette e dall'autore e produttore statunitense Billy Sherrill.  
Il brano è stato originariamente registrato e pubblicato da Tammy Wynette nel 1968. 
Stand by Your Man è una delle canzoni più popolari di sempre ed è considerata un classico sella musica statunitense. 
La canzone è inserita nella classifica delle 500 migliori canzoni della storia redatta dalla rivista Rolling Stone, è inoltre prima nella classifica delle migliori canzoni country di sempre secondo l’importante organizzazione di musica CMT. Dal 2010 la canzone è custodita nella più grande biblioteca al mondo, la Biblioteca del Congresso, poiché l’associazione National Recording Registry ha ritenuto il brano “una registrazione culturalmente significativa”. 

## La canzone
Il brano tratta l’amore tra un uomo e una donna ed è scritto in terza persona. Il brano esplicita il messaggio che, nonostante sia difficile, bisogna sempre stare vicini al proprio uomo (in inglese, appunto, Stand by Your Man).

## Tracce
- 7"

Lato A
1. Stand by Your Man

Lato B
1. I Stayed Long Enough

## Nella cultura cinematografica
Il brano appare nella versione originale o in versioni realizzate "ad hoc" in diversi film: Cinque pezzi facili (1970), The Blues Brothers (1980), Quarto protocollo (1987), La moglie del soldato, Mio cugino Vincenzo, (1992), Insonnia d'amore (1993), Quattro matrimoni e un funerale (1994), GoldenEye (1995) e Mr. Harrigan's Phone (2022).

## Cover
Tra gli artisti che hanno realizzato la cover della canzone vi sono Patti Page (1968), The Passionettes (1970), Candi Staton (1970), David Allan Coe (1981), Wendy O. Williams con Lemmy (1982) e Lisa Brokop (1994).
Nel 1968 Palma Calderoni ha inciso il brano con un testo in lingua italiana scritto da Mogol e Claudio Daiano intitolato Io voglio te.
Nel 1992 gli Erasure hanno eseguito il brano durante le date del Phantasmagorical Tour e, nel 2004, lo hanno inserito nel DVD The Tank The Swan And The Balloon Live! che ripropone lo spettacolo andato in scena al Manchester Apollo il 6 agosto 1992.
Nel 2017 Carla Bruni ha inciso una cover nell'album French Touch.